# V348 Возничего
V348 Возничего (лат. V348 Aurigae), HD 34467 — тройная звезда в созвездии Возничего на расстоянии приблизительно 4864 световых лет (около 1491 парсека) от Солнца. Видимая звёздная величина звезды — от +13m до +12m.

## Характеристики
Первый компонент (CCDM J05192+3548A) — красный гигант или яркий гигант, углеродная пульсирующая медленная неправильная переменная звезда (LB) спектрального класса C6,3(N), или C4II, или Nb, или N3. Масса — около 4,057 солнечных, радиус — около 144,38 солнечных, светимость — около 3135,878 солнечных. Эффективная температура — около 2880 K.
Второй компонент — красный карлик спектрального класса M. Масса — около 109,85 юпитерианских (0,1049 солнечных). Удалён на 2,385 а.е..
Третий компонент (UCAC2 44277505) — жёлто-белая звезда спектрального класса F. Видимая звёздная величина звезды — +9,9m. Радиус — около 2,5 солнечных, светимость — около 8,607 солнечных. Эффективная температура — около 6257 K. Удалён на 23,7 угловых секунд.